# Foodland (南澳大利亞州)
IGA Foodland是一家澳洲連鎖超市，擁有96家分店，主要分佈在南澳洲，同時也在北領地和新南威爾士州設有分店。這些分店都是獨立經營的，雖然有幾家營運商擁有多家店鋪，但大部分店鋪的所有權歸屬於Metcash，Metcash是澳洲全國連鎖超市IGA的所有者。